# SV Südharz Walkenried
Der Sportverein Südharz Walkenried e. V. war ein reiner Fußballverein aus Walkenried im Harz. Der Verein wurde 1969 gegründet und hatte die Vereinsfarben Rot/Schwarz. Der SV Südharz hatte 220 Mitglieder.

## Erfolge
Eine seiner erfolgreichsten Zeiten hatte der SV Südharz von der Saison 1995/96 bis zur Saison 1999/00, wo man sich 5 Jahre lang in der Oberliga Niedersachsen/Bremen halten konnte. Nach der Saison 1999/00 spielte man in der Niedersachsenliga Ost, wo man zwar immer zur Spitzengruppe gehörte, aber bisher nie Meister werden konnte. 2006/07 belegte die Mannschaft einen 3. Platz in der Oststaffel der Niedersachsenliga. Nachdem zur Saison 2007/08 bis auf einen alle Spieler aufgrund des Versterbens des Hauptsponsors abwanderten, beschloss man, freiwillig in die damalige Bezirksoberliga Braunschweig abzusteigen. 2008 erfolgte der Abstieg in die Bezirksliga Braunschweig, dem 2017 der Abstieg in die Kreisliga folgte. Am 1. Juli 2017 fusionierte der SV Südharz mit dem VfB Bad Sachsa zum VfB Südharz.

## Mannschaften
Der SV Südharz betreibt zurzeit zwei Herrenmannschaften. Der SV Südharz betreibt zudem sechs Jugendmannschaften und eine Altherrenmannschaft, die im Juni 2008 im Finale um die dt. Altherrenmeisterschaft mitspielte. 

## Spielbekleidung
Die Spielbekleidung ist in den Farben Rot und Schwarz gehalten, wobei das Trikot rot-schwarz gestreift und die Hose nur schwarz ist. Heim- und Auswärtstrikot sind gleich, wobei alternativ auch ein komplett schwarzer Satz (Trikot, Hose und Stutzen) zur Verfügung steht.

## Sportanlage
Der SV Südharz verfügt über zwei Rasenplätze, wobei der zweite B-Rasenplatz erst 2007 für den Spielbetrieb freigegeben wurde. Die 1. Herrenmannschaft spielt normalerweise auf dem A-Rasenplatz.

## Persönlichkeiten
- Kevin Schlitte
- Danny König
- Kurt Krauß
- Nils Petersen